# Tate
Tate è un complesso di quattro gallerie d’arte britanniche, due delle quali si trovano a Londra (Tate Britain, 1897, già nota come Tate Gallery, e Tate Modern, 2000), una a Liverpool (Tate Liverpool, 1988) e un’altra a St Ives in Cornovaglia (Tate St Ives, 1993).
La sede si trova nella ex Tate Gallery, edificio di Millband progettato da Sidney R. J. Smith.
Con il susseguirsi degli anni la collezione aumentò notevolmente e quindi venne suddivisa in diversi musei.

## Storia e sviluppo
Inizialmente chiamata "National Gallery of British Art", la galleria era situata a Pimlico, Londra. L'idea di un museo nazionale di arte fu proposta nel 1820 da Sir John Leicester. Il progetto diventò concreto quando Robert Vernon donò la sua collezione alla National Gallery, nel 1847. Dieci anni dopo John Sheepshanks consegnò la propria collezione al South Kensington Museum (oggi Victoria and Albert Museum); tutto ciò era conosciuto come National Gallery of Art all'epoca. Quaranta anni dopo, Henry Tate, collezionista di arte vittoriana accademica, si offrì di finanziare l'edificio della galleria, a condizione che lo stato pagasse per il mantenimento, in quanto museo nazionale. Anche Tate donò la propria collezione al museo. Inizialmente, il museo documentava l'arte moderna britannica, soprattutto di età vittoriana. La galleria fu controllata e amministrata dalla National Gallery fino al 1954.

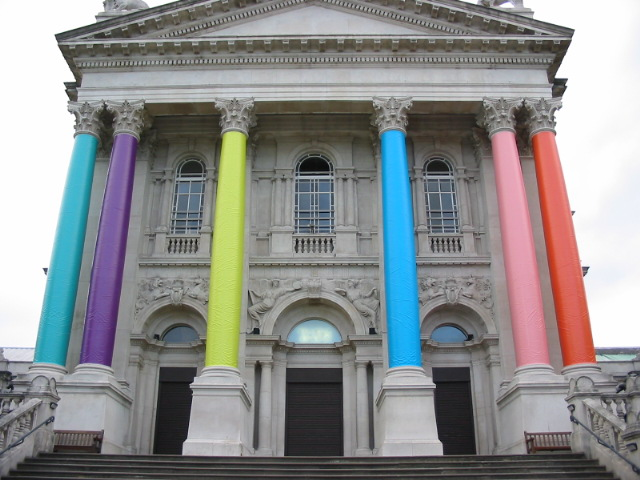
Tate Britain Gallery, Londra, 2003.

Successivamente la collezione è stata ampliata fino a includere arte straniera e contemporanea. A metà '900 il ruolo della Tate fu di illustrare sia l'arte britannica sia quella internazionale. Nel 1954 la Tate Gallery fu separata dalla National Gallery. Negli anni '50 e '60, il dipartimento di arti visive e l'Art Council of Great Britain finanziarono e organizzarono mostre temporanee alla Tate Gallery, includendo, nel 1966 una retrospettiva su Marcel Duchamp. In seguito si cominciò a stilare un programma delle mostre temporanee. Nel 1979 un'importante banca giapponese finanziò un ulteriore ampliamento: la Clore Wing, aperta nel 1987. Fu inaugurato, inoltre, un auditorium da 200 posti. Il Centenary Development, l'ammodernamento in occasione del centenario del museo, ha previsto, nel 2001, l'ampliamento delle aree aperte al pubblico. Fu una scelta logica quella di separare le collezioni "British" e "Modern", che attualmente sono ospitate in differenti edifici. La Tate Modern è situata a sud del Tamigi in un edificio ricavato dalla riconversione di una centrale elettrica dimessa ed espone opere dal 1900 a oggi. La galleria originale, oggi chiamata Tate Britain, è dedicata all'arte britannica dal 1500 al presente. Opere di arte moderna britannica, quindi, possono essere trovate in entrambe le gallerie.
La Tate Modern è considerato un grande successo, per merito del direttore, Sir Nicholas Serota. Nel primo anno di apertura è stato il museo più visitato del mondo, con 5.250.000 visitatori. 
Tate Online è il sito ufficiale della Tate. Fin dalla sua apertura, nel 1998, offre informazioni sulle quattro gallerie Tate (Tate Britain, Tate St Ives, Tate Liverpool e Tate Modern), tutte sotto lo stesso dominio. Il sito è un'efficace introduzione alla visita: vi sono illustrate tutte le opere della collezione, sia di quella moderna che di quella britannica, e vi sono archiviate più di 400 ore di materiale video e articoli estratti dal giornale TATE ETC.

## Sedi

### Tate Britain

#### Opere principali
- William Blake
  - Newton (1795)
  - Elohim crea Adamo (1795)

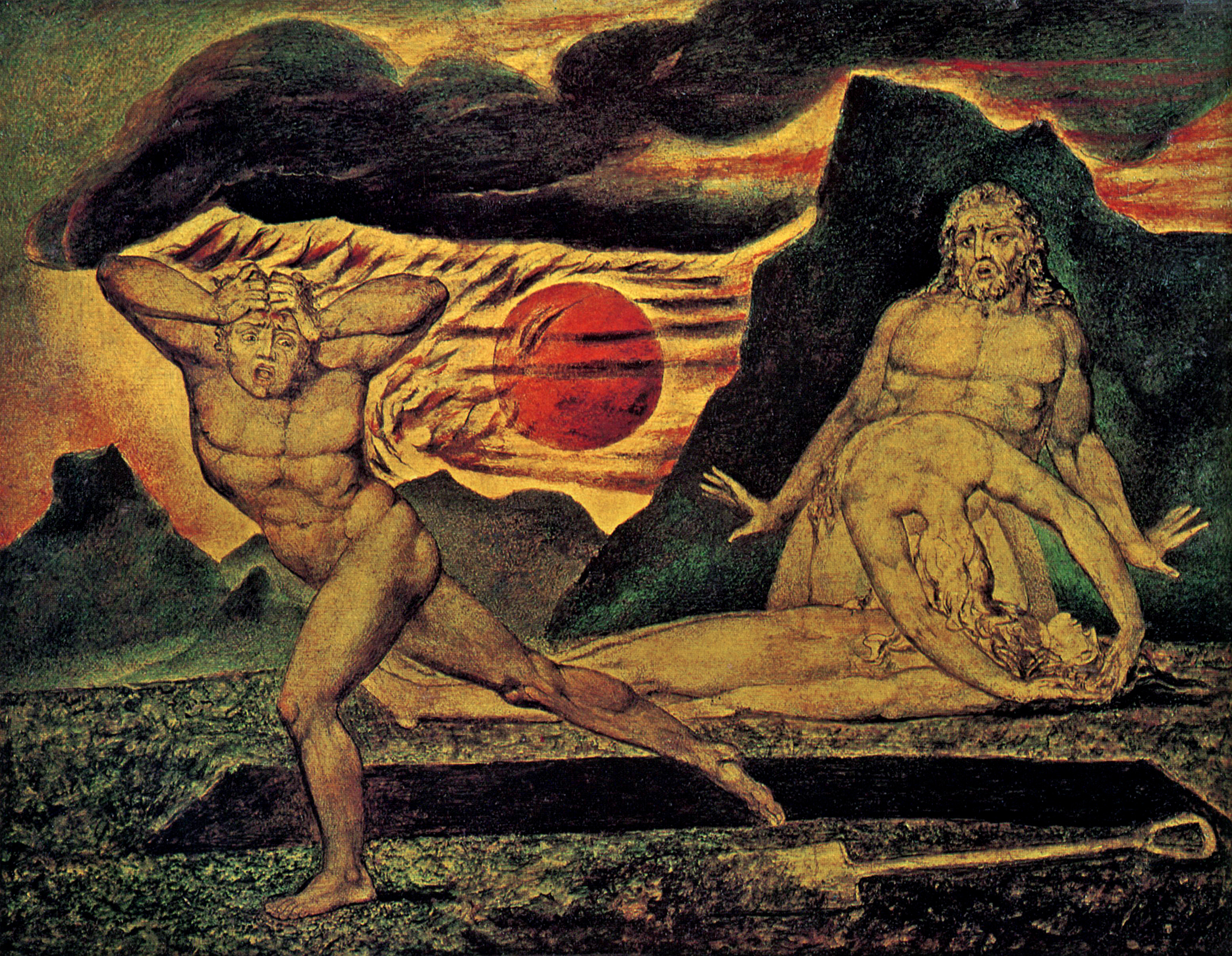
Adamo ed Eva trovano il corpo di Abele, di William Blake

  - Satana punisce Giobbe con piaghe infuocate (1826)
  - Beatrice si rivolge a Dante da un carro (1824-1827)
  - Adamo ed Eva trovano il corpo di Abele (1826)
- John Constable
  - Chain Pier, Brighton (1827)
- Johann Heinrich Füssli
  - L'incubo (1781)
- Dante Gabriel Rossetti
  - Ecce Ancilla Domini (1849-1850)
  - Beata Beatrix (1872)
- William Turner
  - Bufera di neve: Annibale e il suo esercito attraversano le Alpi (1812)
- John Everett Millais
  - Ophelia (Millais) (1851-1852)

### Tate Modern
La Tate Modern è una galleria d'arte, dedicata all'arte moderna internazionale. È ospitata in una ex centrale elettrica.

Chain Pier, Brighton, di John Constable